# 선입 선처리 스케줄링
선입 선처리 스케줄링(First Come First Served Scheduling)은 먼저 자원 사용을 요청한 프로세스에게 자원을 할당해 주는 방식의 스케줄링 알고리즘이다. CPU 스케줄링, 디스크 스케줄링 등에서 사용된다. 

## 같이 보기
- 선입 선처리
- CPU 스케줄링
- 다른 CPU 스케줄링 기법
  - SJF 스케줄링
  - RR 스케줄링
  - 다단계 큐 스케줄링
- 대기행렬이론